# Іванівське (Бахмутський район)
Іванівське — село Бахмутської міської громади Бахмутського району Донецької області, Україна.

## Загальні відомості
Через село проходить регіональна автодорога місцевого значення Костянтинівка-Бахмут. Відстань від села Іванівське до обласного м. Краматорськ – 50 км; до міста Бахмут – 7 км.

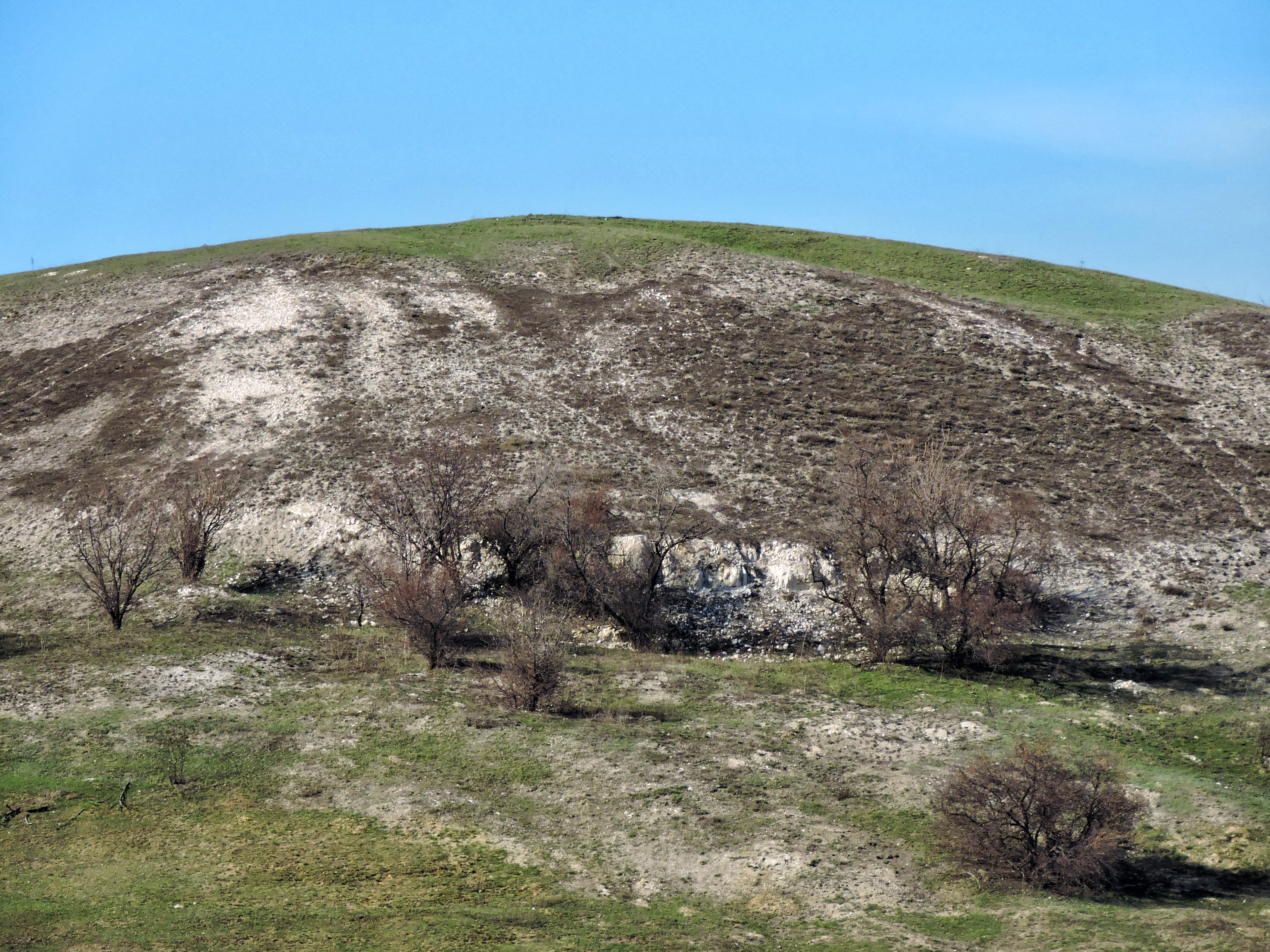
Гора Баба

Найближча залізнична станція - Бахмут - 5,5 км.
Неподалік від села розташована ботанічна пам'ятка природи місцевого значення Ступки-Голубовські. Селом протікає річка Велика Ступка.
На західних околицях Іванівського розташовано чотири ліси: Довгий, Круглий, Глиняний та Цегельний (Цегляний).

## Назва
- Ступки (початок  XVII століття - 1776 рік);

- Іванівка (1776 рік);

- Ступки-Голубовські;

- Іванівка та Хрещенівка (1861 рік);

- Івано-Хрещенське (1870 - 1923 роки);

- Красне (1923 - 2016 роки);
- Іванівське (2016 рік) - перейменовано згідно постанови Верховної Ради України «Про перейменування окремих населених пунктів та районів» від 19.05.2016 року.[2]

Відповідно до Закону України "Про засудження комуністичного та націонал-соціалістичного (нацистського) тоталітарних режимів в Україні та заборону пропаганди їхньої символіки" у Донецькій області у Бахмутському районі: Красненська сільська рада рішенням від 15 червня 2016 року перейменувала Красненську сільську раду на Іванівську.

## Історія
В селі виявлена стоянка епохи раннього палеоліту. У 1960-х роках працівники Донецького університету В.Я. Устенко і Д.С. Цвейбель визначили на крейдяній височині неолітичну стоянку новокам’яної доби.
Біля села знаходяться кургани доби бронзи.

### Заснування
За легендою наприкінці XVII століття три брати на прізвище Ступки, які розправилися зі своїми воронізькими поміщиками за знущання над селянами, з'явились верхи на конях у невеликого козацького містечка Бахмут.
Брати Ступки: перші два із дружинами, а третій з нареченою, поклали початок вільному хутору Ступки. Назва села після цього декілька разів офіційно змінювалась, але назва Ступки дуже міцно за ним трималась.

### Слобідська Україна
На цій місцевості на початку XVIII століття стояла багата і розкішна дача знаменитого свого часу Бахмутського протопопа Івана Лук'янова. До дачі додавалися рілля та сінокоси, на землях яких процвітало скотарство та бджільництво, був сад та млин.
Протопіп Лук'янов на всій околиці Бахмутській був істинний батько і благодійник людства. Навіть у Запоріжжі знали про його діяльну любов до людства, про його щедру благодійність людям: у мирний та спокійний час багато січовиків-запорожців добровільно приходили на хутір протопопа Лук'янова - Ступки, попрацювати і знайти душевний порятунок.
У 1731–1732 роках протопіп Лук'янов на доходи від свого хутора збудував у Бахмуті Покровську церкву, прикрасив і забезпечив її всім необхідним. Перед своєю смертю 1767 року, духовним заповітом віддав одну половину хутора у вічне володіння Покровської церкви, а другу - у спадкове володіння священнику цієї церкви - Симеону Башинському.
Після ліквідації Запорозької Січі царська влада щедро роздавала великі маєтки армійським офіцерам. 1776 року хутір Ступки та його вільні поселенці й землі у кількості 6 тисяч десятин, були жаловані в рангову дачу Бахмутської заводської Соляної Контори начальнику та коменданту Бахмутської фортеці, підполковнику Івану Васильовичу Шабельському.
Хутір Ступки змінив свою назву на честь його нового власника і став слободою Іванівкою. Поміщик Шабельський збудував став, а біля ставу будинок. Половину землі і будинок він віддав своєму молодшому брату Олександру і залишив його жити в цій садибі, а собі збудував більший будинок, у якому довгий час вже в наші дні знаходилася школа бухгалтерів (сільськогосподарська школа, сільськогосподарський технікум).
Слободу Іванівку заселяли людьми сімейними та осілими, вільними, православного сповідання. Для будівництва церкви від своєї дачі Шабельський відмежував 120 десятин землі у ярах Крутому та Четвериковому.
В липні 1780 року підполковник Шабельський відправив до Азовського губернатора Чорткова прохання надати йому дозвіл і благословення преосвященного Никифора влаштувати в слободі Іванівці кам'яну церкву в ім'я святого Іоанна Предтечі і Хрестителя.
З належного розгляду всіх паперів і наведених до цієї справи довідок Словенська духовна Консисторія дозвола у слободі Іванівці збудувати кам'яну церкву. 23 липня 1781 року видано святительську благословну грамоту на спорудження церкви. 27 липня 1783 року Бахмутський протоієрей Петро Раєвський освятив місце під церкву і поклав закладку на спорудження.
Згідно з проханням та бажанням Шабельського, 23 червня 1781 року у слободу Іванівку для здійснення священицьких обов'язків, відправлений священик Іоанн Павлов з Казанської єпархії.
6 травня 1788 року, Бахмутське духовне Правління представило преосвященному Амвросію Катеринославському, що закладена в слободі Іванівці кам'яна церква в ім'я святого Іоанна, Хрестителя Господнього, побудована і забезпечена іконами та дзвонами. Був надісланий дозвіл освятити церкву. 7 жовтня 1788 року Бахмутський протоієрей Петро Раєвський освятив новостворену кам'яну церкву в ім'я Іоанна Хрестителя і відкрив у ній богослужіння та священнодійство.
Це була єдина церква в Бахмутському повіті, яка мала престоли.
Землі поміщиків Шабельських простиралися від Бахмута до теперішньої Костянтинівки. Родина Шабельських росла, її члени між собою ділили землі, повіти зменшувалися, частина земель була продана, а частина передалася родичам. Колись велика, а тепер дуже зменшена центральна садиба Шабельських досталася у спадщину одному з родичів - Івану Голубу. Цей поміщик велів назвати село по-старому Ступками, але з добавкою свого прізвища – Голубовськими. Так з’явилась нова назва села Ступки-Голубовські.
Відповідно до реформи 1861 року селяни повинні були викупити у поміщиків свою садибну та надільну землю. В основі викупу землі у Ступках застосовували не продажну ціну землі, а розміри грошових повинностей. Селяни були дуже незадоволені такими реформами.
У цей час село розділилося на два земельні товариства і Ступки-Голубівські отримали свою нову назву: та частина села, де була збудована церква, стала називатися Іванівкою, але тепер на честь Іоана Хрестителя, а східна частина села, розділена дорогою та широкою вулицею стала називатися Хрещенівкою (також на честь Іоана Хрестителя).
У 1870 році перейменовано в Івано-Хрещенське Сантуринської волості (пізніше Бахмутської) Бахмутського повіту Катеринославської губернії. В народі ж село називали Ступки-Голубовські. 
Для розваг у зимовий період молодь збиралася на «вечорниці», а літом – на нічні гуляння у великих градських амбрах з великими навісами. Освіта у молоді закінчувалось початковою. В селі була початкова школа на 60-70 учнів, з одним або двома вчителями. До школи ходили переважно хлопці.
Восени 1905 року відбувся політичний страйк. У страйку брали участь і робочі села Ступки. Під час знаменитого Горлівського повстання, місцевий вчитель Григорій Олександрович Дегтярьов особисто брав участь у повстанні, організовував підвіз харчів на допомогу повстанцям. А під час єврейського погрому у місті Бахмут в селі ховалося багато єврейських сімей.

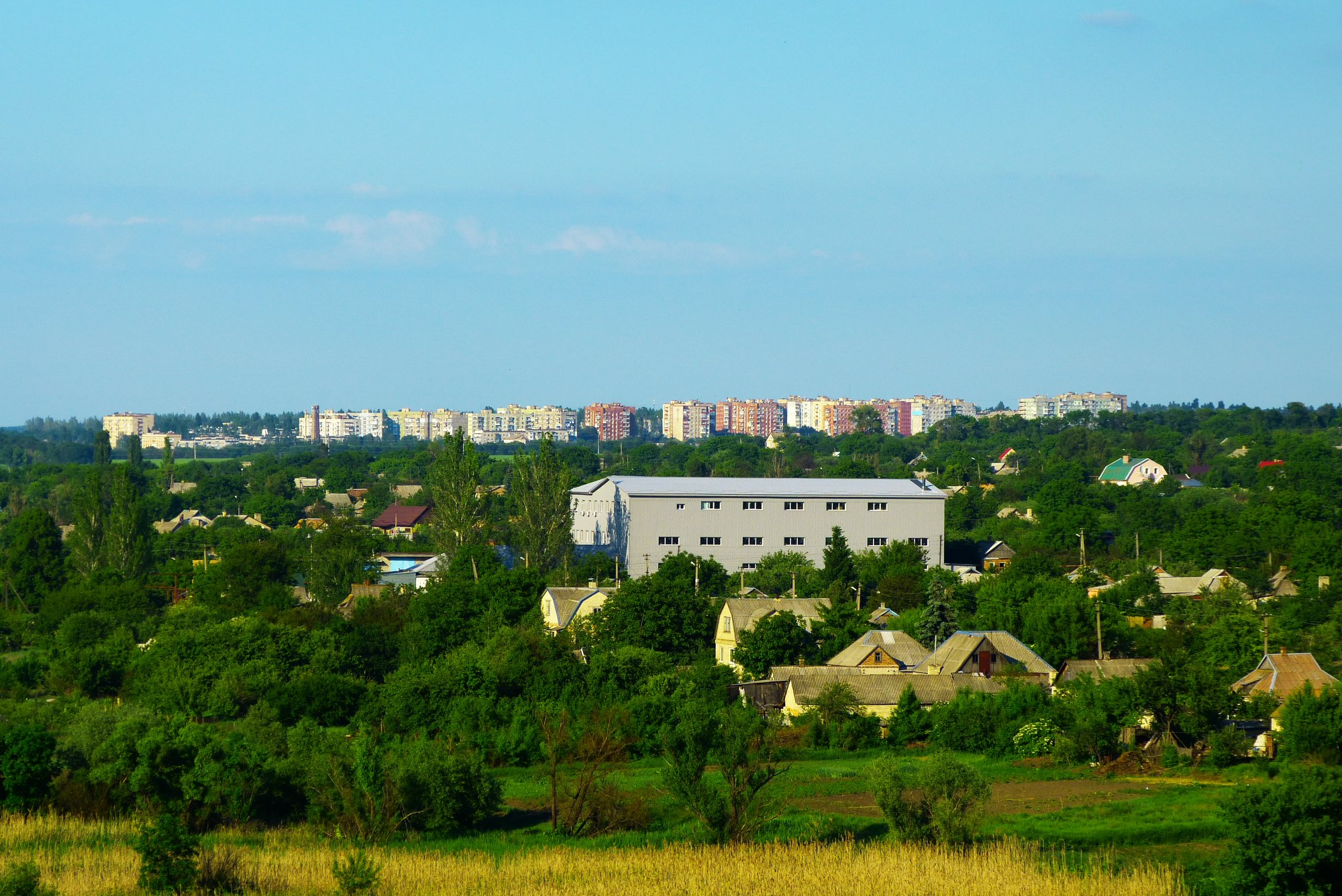
Краєвид з Іванівського на Бахмут

### Радянський період
Після встановлення радянської окупації 1920 року на колишніх поміщицьких землях створено сільськогосподарську артіль «Об’єднана праця». 
Село змінило свою назву на Красне (1923 рік) і стало центром новоутвореної сільської ради, які були підпорядковані: Андріївка, Артемівське Друге, Артемівське Перше, Верхівка, Кліщіївка, Оленівка, Підлісне.
На території Красного була розміщена центральна садиба радгоспу «Красносільський», посівна площа якого становить 4 000 га. Основний напрям господарства — виробництво молока.
1929 року було організовано два колгоспи: на базі колишнього села Іванівка – колгосп № 1, на базі Хрещенівки – колгосп № 2.
Село постраждало внаслідок геноциду українського народу, вчиненого урядом СРСР у 1932—1933 роках, кількість встановлених жертв — 52 особи.
На початку липня 1941 року в селі був встановлений німецький окупаційний режим. Село було наполовину спалено. З 420 дворів 230 було знищено.
У вересні 1943 року в селі знову встановлюється радянська окупація. До 1950 року два колгоспи були відновлені. Були збудовані нові будинки, відкрита школа на 300 місць, амбулаторія, споживча кооперація.
До початку 60-х років в колгоспі «Донбас» (з 1959 року) було 4449 га землі, дві тракторні бригади, три ферми великої рогатої худоби, дві свинотоварних і одна ферма для птиці.
У селі — будинок культури на 500 місць, 3 бібліотеки, будинок піонерів, дитячі ясла та садок, аптека. 
За 1965—1968 роки споруджено 182 житлових будинки з цегли і шлакоблоків, криті шифером і залізом.

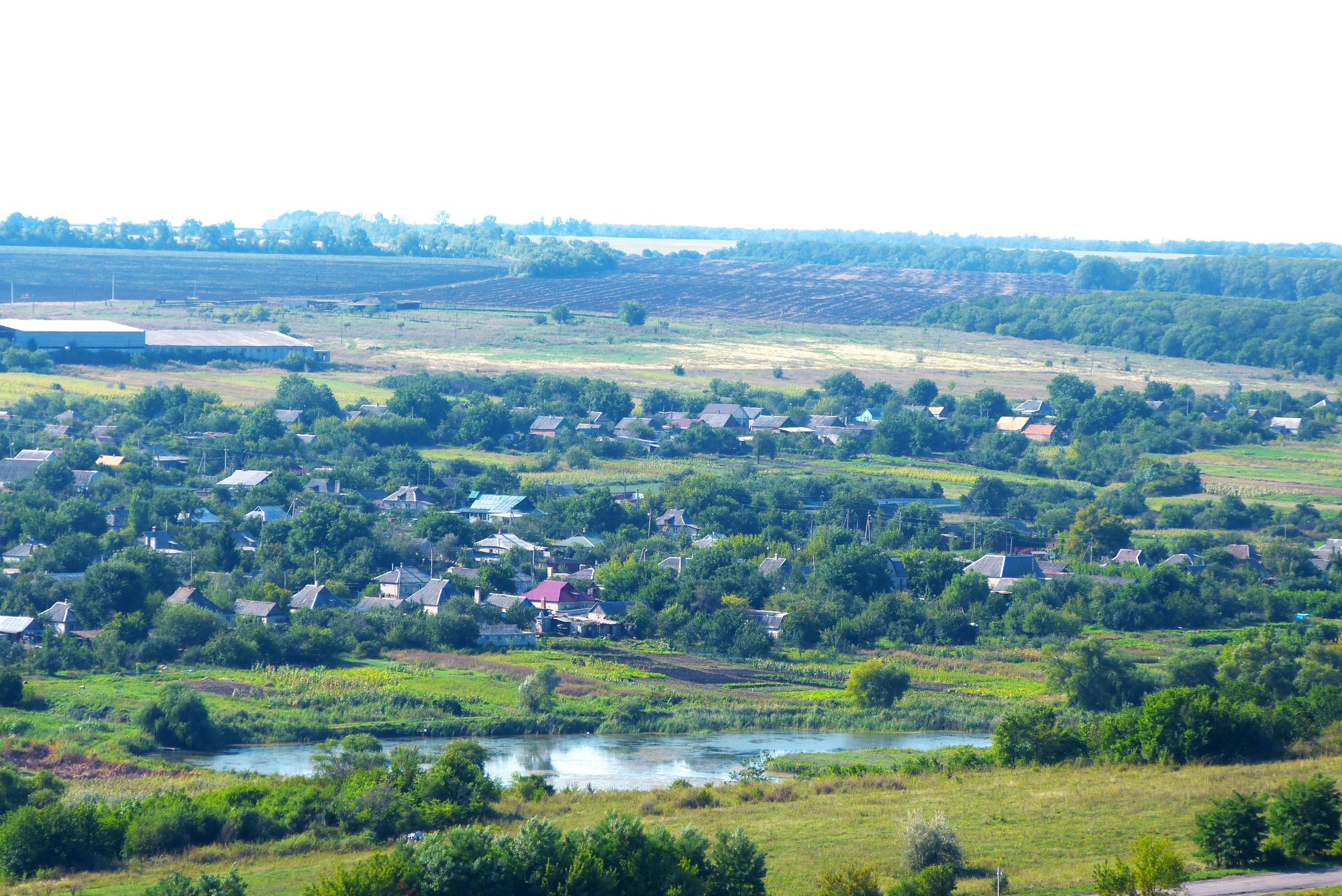
Село Іванівське

## Російсько-українська війна
7 лютого 2023 року поблизу села відбувся бій
22 березня 2024 року в селі почалися бої.
11 червня 2024 року за даними DeepState село Іванівське було повністю окуповане ЗС РФ. Генштаб ЗСУ цю інформацію ще деякий час заперечував.

## Населення
За даними на 1859 рік у власницькому селі Іванівка (Хрещенське) Бахмутського повіту Катеринославської губернії мешкало 667 осіб (346 чоловічої статі та 321 — жіночої), налічувалось 87 дворових господарств, існувала православна церква й завод, відбувалось 3 ярмарки на рік.
Станом на 1886 рік у колишньому власницькому селі Ступки (Іванівка, Хрещенське), центрі Олександро-Шультенської волості, мешкало 767 осіб, налічувалось 135 дворових господарств, існували православна церква й лавка, відбувалося 2 ярмарки на рік.
1908 роуц в селі Хрещенське Сантуринівської волості мешкало 1473 особи (718 чоловічої статі та 755 — жіночої).
За даними перепису 2001 року населення села становило 1 732 особи, з них 62,7 % зазначили рідною українську мову, 36,66 % — російську, а іншу — 0,64 %.

## Символіка

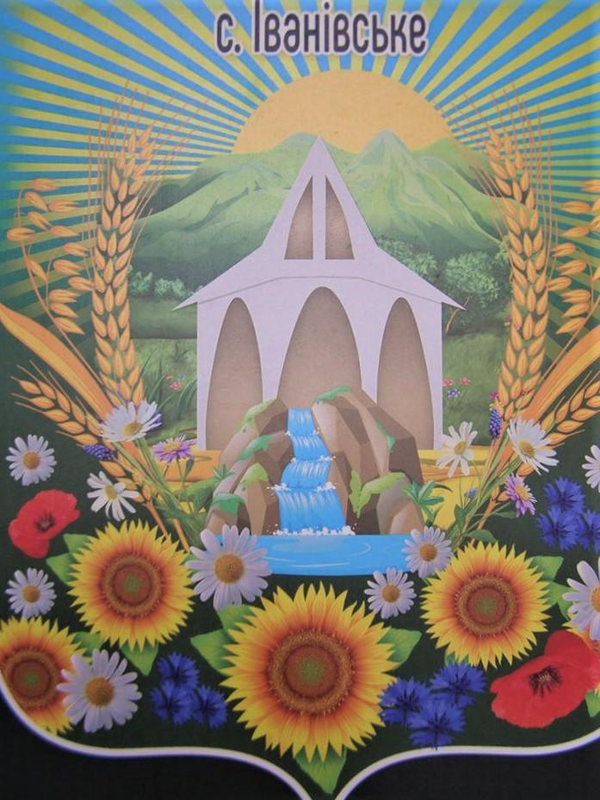
Емблема села Іванівське

Центральним елементом герба місцева влада обрала для себе споруду початку 20 століття, яку називають "барська купальня" (срібна купальня із чорними отворами). Вважається, що ця неоготична споруда була частиною системи бахмутського водопостачання. Також є думка, що панська (барська) купальня споруджена на бахмутських цілющих джерелах для водних процедур тогочасної панянки (барині).

## Відомі мешканці
Богун Олександр Васильович (17.08.1921 – 05.06.2003) народився в селі. Працював в радгоспі «Красносільський» заступником директора та близько 20 років головою Красненської сільської ради. 
Бондаренко Олександр Миколайович (25.01.1935 – 07.03.1992) народився в селі. Після закінчення ПТУ Слов'янська працював в колгоспі «Донбас» комбайнером.
Бочкарьов Олександр Сергійович (05.05.1919 – 02.03.1995) народився у станиці Старомінська Краснодарського краю. У 1950 році переїздить у село Красне, працює бригадиром тракторної бригади колгоспу «Донбас», механізатором тракторної бригади радгоспу «Красносільський».
Карнаух Леонід Петрович (17.06.1908 – 07.06.1989) народився в Полтавській області. У 1948 році закінчив Полтавський медичний технікум і за розподілом приїхав в село Красне. Понад 40 років працює фельдшером. За трудові досягнення нагороджений орденом «Знак Пошани».
Касьяненко Олександр Іванович (1924 – 01.04.1999) народився в селі. Працював бригадиром садово-овочевої бригади радгоспу «Красносільський».
Коваленко Лідія Харитонівна (12.11.1924) народилася в селі. Спеціальність агронома отримала після закінчення Красненського сільськогосподарського технікуму. Працювала в колгоспі «Донбас».
Мазік Марія Арсентіївна (29.07.1934) народилась в селі Зайцеве. З 1959 року мешкає в селі. Трудову діяльність почала дояркою колгоспу «Донбас».
Соколов Микола Георгійович (16.02.1942) народився в селі. В 1972 році закінчив Мелітопольський сільськогосподарський  інститут, а у 1975 році – Харківський педагогічний інститут. Працював вчителем фізичної культури Красненської ЗОШ.